# Голяре
Голяре (словац. Holiare) — село в окрузі Комарно Нітранського краю Словаччини. Площа села 9,88 км². Станом на 31 грудня 2015 року в селі проживало 478 жителів.

## Історія
Перші згадки про село датуються 1257 роком.

## Географія
Протікають канали Голяре-Косіги; Голяре-Ліпове; Вельки Медер-Голяре; Войка-Крачани і Чичов-Голяре.

## Населення
| Рік:            | 1994. | 2004.   | 2014.    | 2024.   |
| --------------- | ----- | ------- | -------- | ------- |
| Кількість осіб: | 425   | 413     | 493      | 458     |
| Різниця:        |       | -2,82 % | +19,37 % | -7,09 % |

| Рік:            | 2023. | 2024.   |
| --------------- | ----- | ------- |
| Кількість осіб: | 463   | 458     |
| Різниця:        |       | -1,07 % |